# Horácio da Silva Roque
Horácio da Silva Roque ComIH (Oleiros, Oleiros, 12 de Abril de 1944 — Lisboa, São José, 19 de Maio de 2010) foi um empresário e banqueiro português.

## Biografia
Proveniente do interior do país, partiu aos 14 anos num navio para Angola, onde já vivia uma irmã mais velha. Em Angola lançar-se-ia como empresário, tendo tido atividade em áreas muito diversas, até ao ano de 1976, subsequente à proclamação da Independência de Angola. 
Depois de ter ter sido empregado na charcutaria Pérola de São Paulo, propriedade de um seu cunhado, e no café Palladium, dois fazendeiros portugueses de café propuseram-lhe sociedade na cervejaria Munique. Horácio Roque tinha 18 anos. Mantendo-se como sócio da cervejaria começou a importar a retalho produtos de vária ordem para vender um pouco por todo o território angolano — vendia de tudo: começou por perucas vindas de Hong Kong, depois produtos de beleza alemães e, a seguir, vinho e até medicamentos. 
O sucesso obtido, e o dinheiro ganho, permitiu-lhe realizar investimentos imobiliários e, a seguir, apostar no ensino privado, chegando a fundar dois colégios, à sociedade com um seu antigo professor de matemática, o Universal e o Verney. 
Com o início da Guerra Civil em Angola, Horácio Roque, que, além dos seus estabelecimentos comerciais, já tinha vários investimentos imobilários, teve de deixar a antiga província ultramarina. Passou um ano a viajar pelo mundo, à procura de oportunidades de negócio e sem saber exatamente o que ia fazer. Por fim, instalou-se em 1977 na África do Sul, onde viviam perto de um milhão de portugueses. Será precisamente nesse país que virá a conhecer o seu principal parceiro de negócios, um madeirense que tinha emigrado para África do Sul com 19 anos, chamado Joe Berardo. Irão tornar-se inseparáveis. 
Frequentador da Academia do Bacalhau, um clube restrito criado por Durval Marques, presidente do Bank of Lisbon and South Africa, que queria fidelizar empresários que estavam a enriquecer na África do Sul, Horácio Roque (com Joe Berardo e Durval Marques), financiou uma rede de laboratórios clínicos que mais tarde vendeu a uma farmacêutica multinacional. 
Mas será com exploração de minas de ouro e diamantes que Horácio Roque e Joe Berardo se tornarão milionários — na verdade, começam por fazer revenda de escórias que as multinacionais deixavam junto às minas porque consideravam não ter interesse comercial —; depois irão acabar a explorar minérios na Austrália e no Canadá. 
Além disso, Horácio Roque investiu em vários outros ramos. Abriu agências de mediação de seguros e agências de viagens, cujo público-alvo era os portugueses radicados na África do Sul que viajavam com frequência para Portugal e para a América Latina. Comprou o jornal de língua portuguesa O Século de Joanesburgo e a sua gráfica. Nunca deixou de realizar negócios imobiliários, vendendo casas em Lisboa e no Algarve a imigrantes. 
Em 1980 iniciou os investimentos em Portugal. Através das suas holdings pessoais, Rentipar Financeira, Rentipar Indústria, Rentipar Seguros e Rentipar Investimentos (Grupo Rentipar[ligação inativa]), participava em vários setores da economia, designadamente no mercado imobiliário, indústria, serviços, turismo, comércio internacional, banca e seguros. Na área financeira, tornou-se Presidente do Conselho de Administração do Grupo Banif, de que era acionista maioritário.
Foi agraciado com o grau de Comendador da Ordem do Infante D. Henrique a 18 de Março de 1989. O Rei de Espanha, D. Juan Carlos I, distinguiu-o com o grau de Comendador da Ordem de Isabel a Católica.
Em 1991 criou a Fundação Horácio Roque, para atuar nas áreas educativa, social e cultural.
Foi Cônsul Honorário do Panamá em Portugal, cujo Presidente da República o agraciou, em 1998, com a Condecoração Nacional da Ordem de Vasco Núñez de Balboa.
Casou duas vezes, a primeira com Maria de Fátima Henriques da Silva de Moura, de quem se divorciou em 2000, casando-se segunda vez com a sua antiga secretária, Paula Maria Ramos dos Santos Caetano.
Após a sua morte, e apesar do divórcio, a sua ex-mulher tentou herdar metade da sua fortuna, em prejuízo das duas filhas do casal, Maria Teresa Henriques da Silva de Moura Roque (1971), Presidente do Conselho Superior Consultivo do Banif, mulher do também empresário Pietro Saviotti dal Fabbro, de quem nasceram Lorenzo (2004) e Bianca (2006), e Cristina Henriques da Silva de Moura Roque (1978), antropóloga.
Também a sua madrasta Paula Caetano tentou herdar parte da fortuna, o que também foi negado pelas suas enteadas.